# Jonthadocerus
Jonthadocerus là một chi bọ cánh cứng trong họ 
Elateridae.
Chi này được miêu tả khoa học năm 1918 bởi Buysson.

## Các loài
Chi này có các loài:
- Jonthadocerus rufescens (Escalera, 1914)